# Avenue du Petit Trianon
L'avenue du Petit-Trianon est une voie de circulation des jardins de Versailles, en France.

## Description
L'avenue du Petit-Trianon débute au sud-est sur l'allée d'Apollon et se termine environ 600 m au nord-ouest sur l'allée des Deux-Trianons.